# Panthéon national hongrois
Pour les articles homonymes, voir Panthéon national.
Le Panthéon national hongrois (Magyar Nemzeti Pantheon) est une partie du Cimetière national de Fiumei út (Fiumei úti Nemzeti Sírkert). Il abrite les sépultures de personnalités ayant marqué l'histoire de la Hongrie.